# Promagistratus
A promagistratusi cím a Római Köztársaság jogi találmánya volt: olyan személyt jelölt, akit felruháztak egy bizonyos hivatal (magistratura) viselésével járó jogokkal, anélkül, hogy ténylegesen viselte volna az adott hivatalt. 
Erre többek között azért volt szükség, hogy a meghódított területeket elláthassák kormányzókkal, vagy több hadszíntéren folyó háborúk esetén hadvezetésre jogosult politikusokkal anélkül, hogy még több tisztségviselőt (magistratust) kelljen választaniuk évenként. Promagistratust senatusi szavazással választottak, de a népgyűlés felülvizsgálhatta az ilyen kinevezéseket, példa erre Quintus Caecilius Metellus Numidicus leváltása és cseréje Caius Mariusszal a Jugurtha elleni háború idején.
A promagistratus általában proquaestor (quaestor helyett), propraetor (praetor helyett), vagy proconsul (consul helyett) volt. A promagistratus ugyanazokkal a jogokkal bírt, mint a hivatalának megfelelő magistratus, ugyanannyi lictor illette meg, és általában véve autokratikus hatalommal bírt a provinciájában. Általában az is igaz volt, hogy kinevezésük előtt a promagistratusok már viselték azt a tényleges hivatalt, amire új tisztségük utalt, de ez nem volt kötelező. Egy másik promagistratus a procurator, aki a curator helyett szerepelt.
Az első promagistratus a proconsuli címmel felruházott Publius Cornelius Scipio Africanus volt.
Különleges eset Pompeius Magnusé: amikor proconsuli imperiumot kapott a Quintus Sertorius elleni küzdelemhez, a senatusi felhatalmazás szerint mindkét consult helyettesítette, nem csak egy consul jogkörét birtokolta.